# Tokke kommun
Tokke kommun norska: Tokke kommune) är en kommun i Telemark fylke i södra Norge. Kommunens centralort är tätorten Dalen.

## Administrativ historik
Tokke kommun bildades den 1 januari 1964 genom en sammanslagning av de dåvarande kommunerna Mo och Lårdal.

## Tätorter
I Tokke kommun finns en tätort:
- Dalen (centralort)

## Socknar
Inom Norska kyrkan är Tokke kommun indelad i två socknar:
- Eidsborg, Mo og Skafsås socken
- Høydalsmo og Lårdals socken

Socknarna ingår i Øvre Telemarks prosteri i Agder og Telemarks stift.